# Гровтон (Тексас)
Гровтон (енгл. Groveton) град је у америчкој савезној држави Тексас. По попису становништва из 2010. у њему је живело 1.057 становника.

## Демографија
Према попису становништва из 2010. у граду је живело 1.057 становника, што је 50 (4,5%) становника мање него 2000. године.
| Група             | 2000.       | 2010.       |
| Белци             | 757 (68,4%) | 758 (71,7%) |
| Афроамериканци    | 202 (18,2%) | 137 (13,0%) |
| Азијати           | 1 (0,1%)    | 1 (0,1%)    |
| Хиспаноамериканци | 126 (11,4%) | 145 (13,7%) |
| Укупно            | 1.107       | 1.057       |